# Бухарова, Зоя Дмитриевна
Зо́я Дми́триевна Буха́рова (в замужестве Казина; 28 января [9 февраля] 1876 или 28 января 1876, Амстердам — 1941 или 1942, Ленинград) — русская поэтесса начала XX века, журналистка, переводчица и литературный критик.

## Биография
Родилась в семье русского дипломата Бухарова Дмитрия Николаевича (15 октября 1853 — 8 октября 1889) и певицы Александры Викторовны Аничковой (Бухаровой). Внучка сослуживца М. Ю. Лермонтова и хорошего знакомого А. С. Пушкина — Николая Ивановича Бухарова (ум. 19 октябрь 1861), женой которого была Викторина Жозефина Мария Захаровна Лопес д’Арманция (Бухарова) (ум. 15 декабрь 1893).
Детство провела с родителями за границей, в том числе в Иерусалиме (1885—1888), где была определена в пансион при католическом монастыре. После смерти отца (1889) приехала в Петербург, где поступила в Павловский женский институт в Петербурге, обучение не закончила из-за болезни. Некоторое время жила в родовом имении родителей под Псковом.
Печататься стала в 1892 году. С 1902 года, после неудачного замужества, жила с детьми в Петербурге, где занялась литературно-театральной деятельностью. С 1903 года постоянно печаталась как поэт, переводчик и критик в журналах «Театр и искусство», «Журнал Театра Литературно-Художественного общества», в газетах «Слово» и «Россия» и др., часто подписываясь — «З. Б.». Занималась переводами на русский язык стихов таких авторов как Альфред де Мюссе, Густав Гейерстам. В 1903 году в Петербурге вышла книга «Стихотворения Зои Бухаровой». Лучшие стихотворения Зои Бухаровой посвящены Николаю Алексеевичу Клюеву в 1910-е годы («Уйдешь… Таинственно и нежно…»).
31 января 1916 года Сергей Есенин подписывает вышедший 28 января первый свой сборник стихов «Радуница»: «Дорогой Зое Дмитриевне Бухаровой с любовью и искренним расположением» (Пропалов П. Неизвестный автограф С. А. Есенина. — Газ. «Ленинский путь». Вязьма, 1990, 21 апр., № 64; «Над Невой твоей…» Юбилейный сб. к 100-летию С. А. Есенина. СПб.: Роза мира, 1996, с. 62))
Знакомая Сергея Есенина, поддерживала дружеские отношения с композитором Николаем Андреевичем Римским-Корсаковым.
Автобиография поэтессы датирована 1923 годом, дальнейшие следы её почти не отслеживаются. Умерла в октябре 1941 года в Ленинграде.